# Молоствов, Николай Германович
Николай Германович Молоствов (псевдоним Моряков; 1871—1910) — критик, журналист.

## Биография
Из дворян Казанской губернии. Отец, Герман Владимирович (1827—1894) — генерал-майор. Мать — Антонина Таврионовна Молоствова (1835—1912), дочь Тавриона Христофоровича Молоствова (1794-1844), участника войны 1812 года, награжденного серебряной медалью на Георгиевской ленте за взятие Парижа. 
В 1885 году поступил в Морской кадетский корпус («вопреки желанию отца и матери»), но вскоре «встал в противоречие с училищной обстановкой, с перспективой будущего офицерства», что, впрочем, не помешало ему окончить (1892) корпус мичманом. Раздвоенность, вызванная в его сознании противоборством пацифистских идей Толстого с воинским долгом, привела к тому, что однажды Млоствов самовольно покинул Кронштадт, где служил, и отправился пешком (без вещей) в Петербург, а затем в Москву. Чтобы избежать трибунала, ему пришлось на шесть месяцев лечь в психиатрическую больницу. Вышел в отставку (1898) в чине лейтенанта. В том же году начал заниматься литературной деятельностью, как сотрудник газеты «Биржевые ведомости». К этому времени относится знакомство Молоствова с А. Л. Волынским, горячим сторонником и популяризатором идей которого он становится. Критико-биографический очерк Молоствова «Л. Н. Толстой. Жизнь и творчество» (1909) вызвал недовольство Толстого, считавшего, что Молоствов «не имеет способности хорошо писать — слишком напыщенно, многословно». 
С 1905 года Молоствов — член Литературного фонда. Командирован (1910) в качестве корреспондента Петербургским телеграфным агентством в Софию, где скоропостижно скончался.

## Семья
- Брат — Владимир Германович Молоствов  (1859—1918). Его жена (с 1899) — Елизавета Владимировна Бер (1873, Нижний Новгород—1936), сестра Б.В.Бера, внучка сенатора Б.И.Бера. Были знакомы с Л.Н.Толстым, и под его влиянием Молоствовы занимались изучением вопроса о духоборах и исследованием поволжского сектантства.  В 1910 году Елизавета Владимировна была избрана членом  Русского географического общества, в 1924 году — почетным членом Общества археологии, истории и этнографии при Казанском университете[2].
- Сестра — Александра Германовна Молоствова (род. 1860), замужем за князем Павлом Леонидовичем Ухтомским, сыном вице-адмирала Л.А.Ухтомского. Их сын — Николай Павлович Ухтомский.

Жена — Дарья Федоровна, урожд. Рагоцкая. Дочь — Антонина (род. 1901), в замуж. Маргорина. Ее муж — Иван и сын Николай (1922—1992) — участники Великой Отечественной войны.